# Ljubično
Ljubično – wieś w Słowenii, w gminie Poljčane. W 2018 roku liczyła 81 mieszkańców.